# Naberejne, Trosteaneț
Naberejne (în ucraineană Набережне) este un sat în comuna Hrebenîkivka din raionul Trosteaneț, regiunea Sumî, Ucraina.

## Demografie
Componența lingvistică a localității Naberejne
     Ucraineană (96,39%)
     Rusă (3,61%)
Conform recensământului din 2001, majoritatea populației localității Naberejne era vorbitoare de ucraineană (96,39%), existând în minoritate și vorbitori de rusă (3,61%).